# Sue Perkins
Susan Elizabeth Perkins (sinh ngày 22 tháng 9 năm 1969) là một diễn viên hài, phát thanh viên và nhà văn người Anh. Sue Perkins bắt đầu nổi tiếng nhờ sự hợp tác hài kịch của cô với Mel Giedroyc trong Mel và Sue, và từ đó trở nên nổi tiếng với vai trò phát thanh viên truyền hình, đáng chú ý là các chương trình The Great British Bake Off (2010 - 2016) và Chèn tên vào đây (Insert Name Here, 2016). Cô được xếp hạng thứ sáu trong Danh sách Cầu vồng (Rainbow List) của The Independent năm 2014.
Sue Perkins cũng đóng vai người dẫn chương trình trong các phóng sự truyền hình về các vùng và con đường mạo hiểm trên thế giới. Tại bán đảo Đông Dương Sue Perkins tham gia trong loạt 2 tập 2 của Những cung đường nguy hiểm nhất thế giới: Đường mòn Hồ Chí Minh (World's Most Dangerous Roads: Ho Chi Minh Trail), công chiếu năm 2012 , và Sông Mê Kông với Sue Perkins (The Mekong River with Sue Perkins) do Indus Films sản xuất cho BBC năm 2014 .

## Thời trẻ
Sue Perkins sinh ngày 22 tháng 9 năm 1969 tại Croydon, nơi cô lớn lên cùng với hai anh chị em và cha mẹ. Cha cô làm việc cho một đại lý xe hơi địa phương và mẹ cô được thuê làm thư ký. Cô được giáo dục tại Trường Croham Hurst, một trường học độc lập gần đó dành cho nữ sinh ở Nam Croydon, Greater London, cùng thời với người dẫn chương trình truyền hình Susanna Reid.
Sau đó, cô học tiếng Anh tại New Hall (nay là Cao đẳng Murray Edwards) tại Đại học Cambridge, tốt nghiệp năm 1991. Khi còn ở Cambridge, cô là thành viên của Footlight, nơi cô gặp Mel Giedroyc. Cô là chủ tịch của Footlight trong năm học 1990-91.

## Mel và Sue
Mel và Sue là chương trình thực hiện với đối tác Mel Giedroyc, là những bước đầu tiên lên truyền hình của cô. Bộ đôi bắt đầu gặt hái thành công và lọt vào danh sách ngắn cho giải thưởng Người mới xuất sắc nhất Daily Express tại Festival Edinburgh năm 1993.
Sau một vài năm họ đồng tổ chức một chương trình buổi trưa trên Kênh 4 mang tên "Bữa trưa nhẹ" (Light Lunch), và một phiên bản buổi chiều, "Bữa trưa muộn" (Late Lunch), kéo dài từ tháng 3/1997 đến tháng 2/1998.
Tháng 1 năm 2015 Giedroyc và Perkins bắt đầu tổ chức chương trình trò chuyện ban ngày của riêng họ trên ITV có tên "Mel và Sue". Tuy nhiên 
tháng 8 năm 2015 ITV hủy bỏ chương trình. 
Sau đó họ tổ chức một phiên bản mới của The Generation Game cho BBC One.